# Carl Dreijer
Carl Dreijer, född 31 maj 1770 i Sankt Nikolai församling  i Stockholm, död 23 oktober 1802 på Sankt Barthélemy, var en svensk plantageägare och handelsagent.

## Biografi
Dreijer föddes 1770 i Stockholm som son till grosshandlaren Johan Dreijer och dennes hustru Anna Margareta Zelling. Han döptes den 3 juni samma år i Storkyrkan. 1791 befann han sig i London på uppdrag av sin far. 1794 utnämndes han av styrelsen i Svenska Västindiska Kompaniet till assistent till dåvarande handelsagenten på Sankt Barthélemy, Gustaf Wernberg. Han blev kompaniets agent där 1796. 1797 är han upptagen som medlem av Svenska Frimurare Orden och dess kapitel på ön.
Han lät bygga en plantage utanför Gustavia. I september 1802 begärde han avsked på grund av sjukdom och den 23 oktober samma år dog han av lunginflammation. Han begravdes dagen därpå. Dreijer gifte sig aldrig, men vid tiden för hans död nämns att han fått en son med sin hushållerska, en slav vid namn Betty. Då denne son inte var bekräftad av honom, blev sonen registrerad som slav.